# Who Are You People
 (mai 2023).
Si vous disposez d'ouvrages ou d'articles de référence ou si vous connaissez des sites web de qualité traitant du thème abordé ici, merci de compléter l'article en donnant les références utiles à sa vérifiabilité et en les liant à la section « Notes et références ».
Pour plus de détails, voir Fiche technique et Distribution.
Who Are You People est un film dramatique américain réalisé par Ben Epstein et sorti en 2023.

## Fiche technique
- Titre : Who Are You People
- Réalisation : Ben Epstein
- Scénario : Ben Epstein
- Musique : Aaron Zigman
- Photographie : Bobby Lam
- Montage : Jeff Bernier
- Décors : Ryan Lloyd
- Costumes : Julie Carnahan
- Producteur : Ben Epstein, Jordan Foley, Toby Louie et Nick Smith
  - Producteur délégué : Fred Chandler, Ben Cornwell, Neely Eisenstein, A.J. Gordon, Alyssa Milano, Graham Moore, Matthew Shreder et Yeardley Smith
  - Coproducteur : Benjy Caplan et Rob Nelson
- Société de production : Paperclip Limited
- Société de distribution : Gravitas Ventures
- Pays de production :  États-Unis
- Langue originale : anglais
- Format : couleur — 2,35:1
- Genre : Drame
- Durée : 104 minutes
- Dates de sortie :
  - États-Unis : 17 février 2023

## Distribution
- Ema Horvath : Alex
- Devon Sawa : Karl
- Alyssa Milano : Judith
- Yeardley Smith : Sarah
- John Ales : Carey
- Peter Parros : Reggie
- Reid Miller : Arthur
- Siddharth Dhananjay : Rohan